# Iepure tolai
Iepurele tolai (Lepus tolai), numit și iepure de nisip, este o specie de iepuri găsită în Asia Centrală, Mongolia și centrul Chinei. Această specie populează semideșerturi, stepe, habitate stâncoase și lunci de pădure. Este relativ obișnuită chiar și în zonele cu o prezență umană sporită, datorită reproducerii sale rapide. Acești iepuri sunt activi mai ales în amurg și noaptea, dar pot fi observați și ziua.

## Taxonomie
În anul 1964, Gureev a plasat specia Lepus tolai în subgenul Proeulagus. A fost anterior inclusă în Lepus europaeus (iepure de câmp) sau Lepus capensis (iepure al Capului) și anterior a inclus Lepus tibetanus sau subspecia L. o. przewalskii, care acum este considerată parte a speciei Lepus oiostolus (iepure de Himalaia). Conform lui Hoffmann și Smith (2005) și Schai-Braun și Hackländer (2016), Lepus tolai include următoarele subspecii:
- Lepus tolai tolai (Pallas, 1778)
- Lepus tolai aurigineus (Hollister, 1912)
- Lepus tolai buchariensis (Ognev, 1922)
- Lepus tolai cheybani (Baloutch, 1978)
- Lepus tolai cinnamomeus (Shamel, 1940)
- Lepus tolai filchneri (Matschie, 1907)
- Lepus tolai lehmanni (Severtsov, 1873)
- Lepus tolai swinhoei (Thomas, 1894)

## Descriere
Iepurele tolai atinge lungimea de circa 40–59 cm, cu o coadă de aproximativ 7,2–11 cm. Colorația blănii variază în diferite părți ale arealului său. Partea superioară este de culoare galbenă spălăcită, maro palid sau gri nisipiu cu dungi brune sau roșiatice. Zona șoldului este uneori ocru sau gri. Pe cap este o pată palidă, golașă, cenușie sau ocru în jurul ochiului care se extinde înainte către bot și înapoi către baza urechilor care au vârfurile negre. Partea ventrală și părțile laterale sunt albe. Pe coadă este o dungă lată neagră sau neagră-maro.

## Răspândire și habitat
Iepurele tolai trăiește în Asia Centrală și Orientală. Arealul său se întinde de la coasta de est a Mării Caspice prin Iran, Afganistan, Turkmenistan, Uzbekistan, Tadjikistan, Kârgâzstan, Kazahstan și Mongolia spre provinciile vestice, centrale și nord-estice ale Chinei. Este un locuitor al stepelor semiaride și montane, zonelor stâncoase, silvostepei, al zonelor cu tufișuri care îi oferă adăpost sigur. De obicei poate fi întâlnit la altitudinile dintre 600 și 900 m deasupra nivelului mării, dar un individ a fost raportat cu mult mai sus în Jammu și Cașmir.
În situl neolitic Yangjiesha din Podișul de Loess⁠(en)[traduceți] sunt prezente urme de comportament comensal (îmblânzire) între iepuri tolai locali și oameni.

## Mod de viață

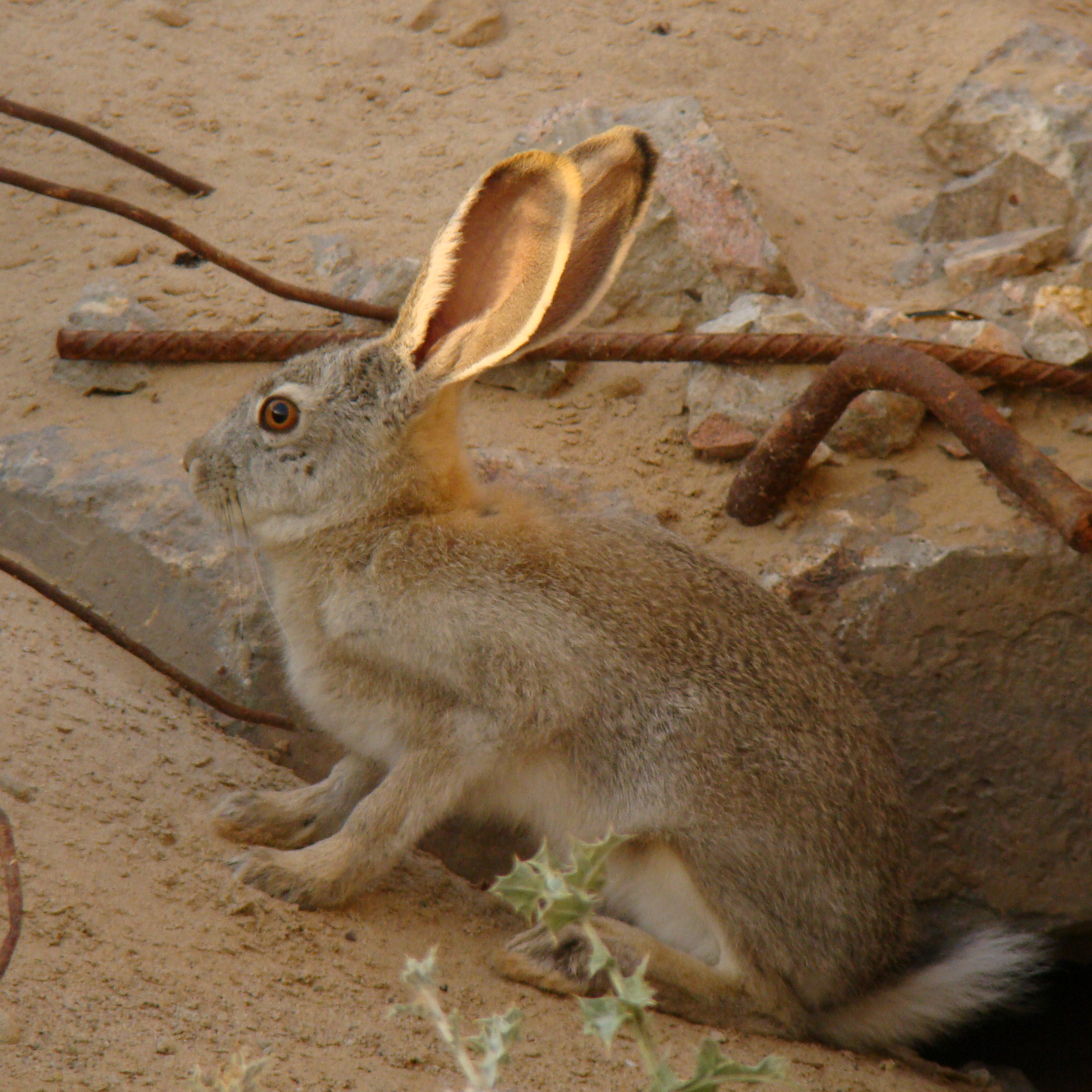
Specimen tânăr

Iepurele tolai este o specie nocturnă și se hrănește cu graminee, plante erbacee și rădăcini. Nu își face o vizuină cu excepția perioadei de împerechere, ci își sapă o adâncitură în sol; acest poate fi mai în față pe timp de caniculă și mai adânc pe timp rece. Reproducerea are loc de două sau trei ori pe an, de fiecare dată născându-se 2–6 pui.

## Stare de conservare
Iepurele tolai dispune de un areal întins ce cuprinde arii protejate și în general este o specie comună. Este vânat pe alocuri pentru carne și pielicele și în Mongolia este utilizat în medicina tradițională. Uniunea Internațională pentru Conservarea Naturii a clasificat această specie ca fiind neamenințată cu dispariția.